# Bolcheviks (Répine)
Pour les articles homonymes, voir Bolchevik (homonymie).
Bolcheviks  (également appelé  Bolcheviks. Soldat de l'Armée rouge prenant le pain d'un enfant et Bolcheviks. Soldats de Trotsky prenant le pain d'un garçon) est un tableau peint par Ilia Répine en 1918. Il est conservé au palais Constantin à Saint-Pétersbourg.

## Contexte

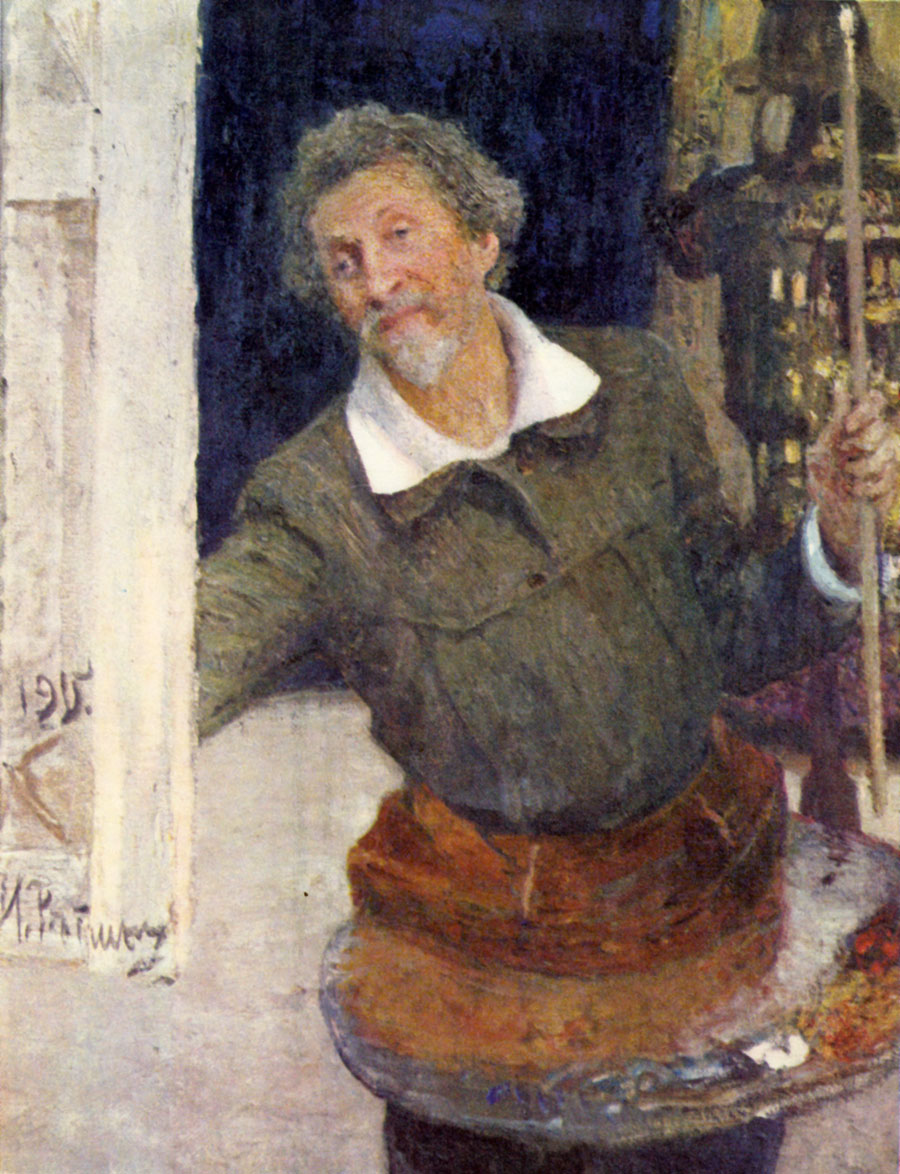
Autoportrait au travail, Répine, 1915

En 1899, le célèbre peintre de genre et portraitiste Ilia Répine fait l'acquisition, au nom de sa maitresse Natalia Nordman, pour laquelle il a quitté sa femme et ses quatre enfants, d'un terrain à Repino sur les bords du golfe de Finlande dans le Grand-duché de Finlande encore partie, à l'époque, de l'Empire russe. En 1903, le peintre s'installe dans son propre manoir, qu'il appelle Les Pénates en l'honneur des divinités romaines Pénates. Répine se réjouit de la survenance de la révolution de Février 1917; quant à la révolution d'Octobre, il est tellement absorbé par son travail qu'il ne s'en préoccupe guerre, alors qu'il vit à cette époque à Saint-Pétersbourg. Après la révolution, Répine devient  apatride du fait que sa maison se trouve dans les frontières de la Finlande, devenue  indépendante et qu'il vit avec un passeport Nansen. Malgré les demandes d'organisations artistiques soviétiques et de responsables, parmi lesquels Isaak Brodsky et Kliment Vorochilov, Répine n'est jamais rentré au pays, bien qu'il fût la cible constante de la surveillance de la Police centrale d'investigation du fait de la peur rouge qui régnait en Finlande. Sa fortune et ses biens ont subi la nationalisation, mais ses œuvres les plus connues sont restées en  Russie bolchévique (1917-1922), où elles sont utilisées par la propagande soviétique et interprétées comme des exemples idéaux du réalisme socialiste, tandis que l'existence de toiles gênantes d'un point de vue idéologique est passés sous silence,,,.

## Histoire de la création

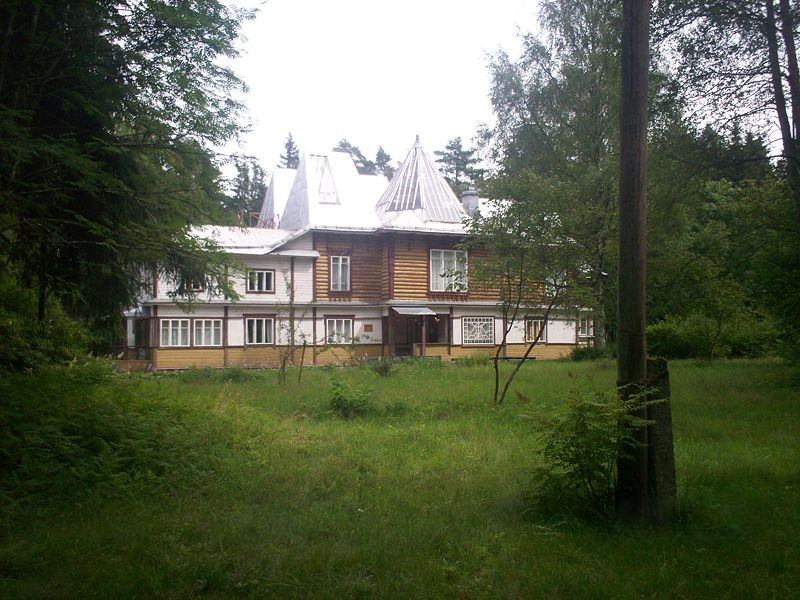
Les Pénates, reconstruction

Le tableau est réalisé par Répine en 1918, mais n'a pas été terminé, si bien que certains détails n'ont pas été peints. D'après les souvenirs de ses contemporains, le peintre considérait ce tableau comme une œuvre phare, qu'il recopiait souvent étant donné la demande de tableaux antisoviétiques parmi les émigrés et les Finlandais et les revenus réguliers que cela lui rapportait.
Répine est mort en 1930 et a été inhumé à Kuokkala. En 1944, le manoir a servi de quartier-général au commandement finlandais et a été détruit par l'artillerie soviétique. Après la Seconde Guerre mondiale Kuokkala est devenu soviétique et est rebaptisé Repino; la maison de l'artiste est reconstruite en original et garnie d'effets personnels que Répine avait emporté avant la guerre à  Léningrad. Bolchéviks, est également connu sous le nom de : Soldat de l'Armée rouge prenant du pain à un enfant, ou encore. Les soldats de Léon Trotski prennent le pain d'un garçon. La toile n'a jamais été exposée et n'apparaît pas dans des catalogues,.

## Composition
« Une connaissance qui s'était rendue en Finlande a raconté un incident dramatique, dont elle avait été témoin : quelques soldats ivres, s'esclaffant et riant, arrachent un morceau de pain à un jeune fille maigre et effrayée. »

— Répine dans une lettre à son ami Victor Bazilevski, 1918,.
La toile mesure 125 × 89 cm et est réalisée à l'huile sur toile,. « Les bolcheviks dressent un tableau acerbe et peu flatteur, voire caricatural de la répression des paysans, de cette répression organisée par les membres des nouveaux soviets : un soldat de l'Armée rouge ivre, au visage grossier, au sourire ignoble, la figure grasse et rouge pareille à celle d'un porc, pressant la foule, arrachant le pain des mains d'un enfant ,,,,,,,,.
Le sujet du tableau, comme le soulignent les historiens d'art et notamment Evgeny Ptchelov (en) a été inspiré par ce qui se passait à Pétrograde et la description d'une dame qui raconte que des soldats ont pris le pain d'une fille ,,. Après la Révolution d'Octobre et les difficultés des premières années d'émigration, Répine change de parti en art passant de l'antimonarchisme à l'antiétatisme, et il continue a défendre son opinion suivant laquelle « l'idée la plus saine et la plus utile pour l'humanité, si elle est lancée par un gouvernement dans un pays soumis à la contrainte se transforme rapidement en une punition envoyée par Dieu au peuple ». Selon Mikhaïl Kamenski, le tableau Bolchéviks de Répine est une « toile terrifiante d'une énorme signification historique », tandis que Evgeniya Korobkova (en) le compare par ses qualités artistiques aux peintures de Francisco de Goya.

« Dans la rue. J'ai peint ce sujet à partir du récit d'un témoin oculaire. Elle m'a assuré avoir vu elle-même la scène. Mais elle apparaît pour moi comme une caricature de la réalité et je m'en excuse. »

— Inscription écrite par Répine au dos du tableau ([Bakhmetevski archive] Université Columbia),.

## Destin

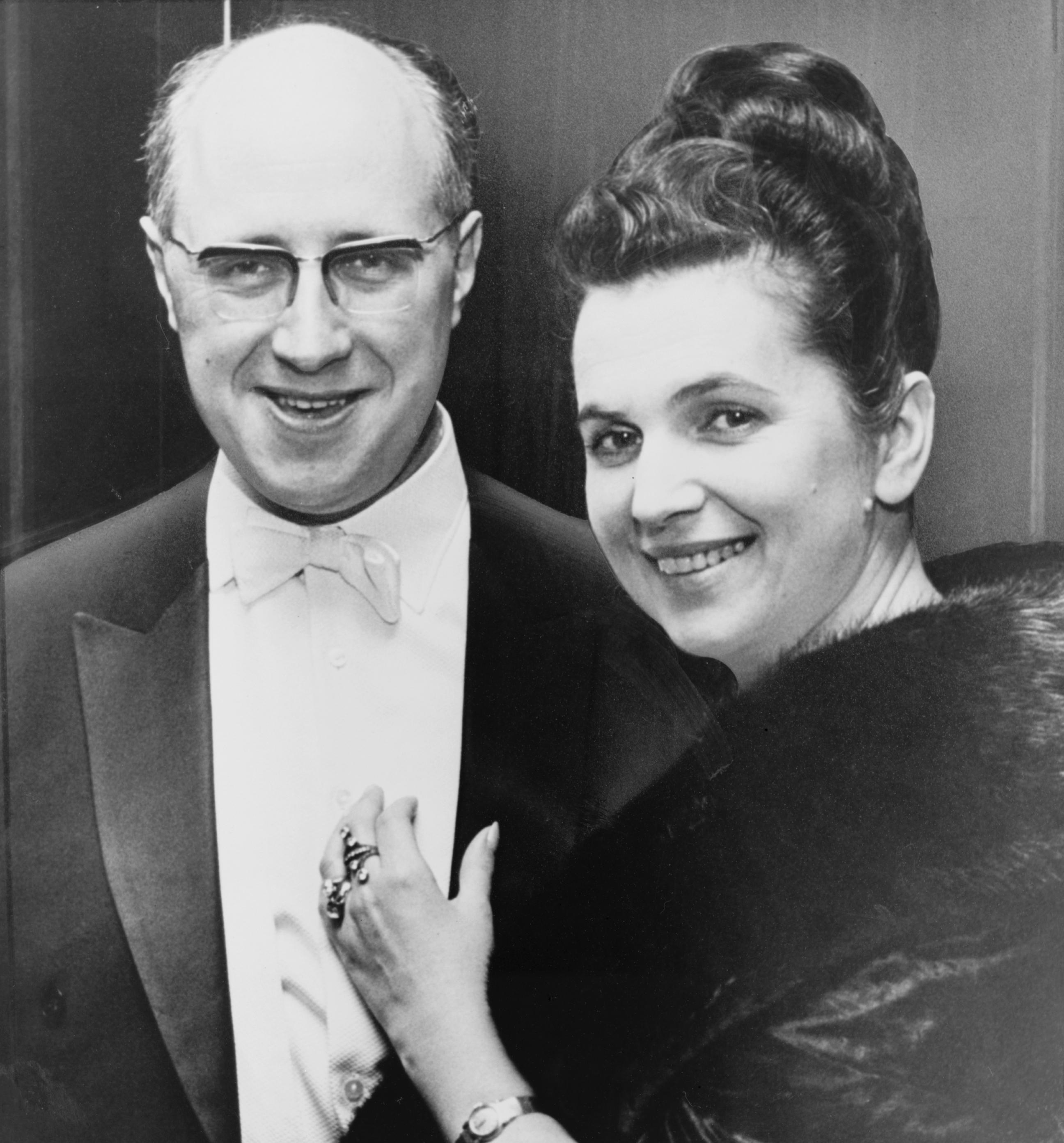
Mstislav Rostropovitch et la chanteuse d'opéra Galina Vichnevskaïa

En 1925, lors d'une visite aux Penates Korneï Tchoukovski a vu ce tableau ,. Après la mort de Répine en 1930, le tableau a été conservé par la fille cadette du peintre, Tatiana Répina-Yazeva, puis par la famille Yazeva-Diakonov,. Ensuite, la toile Bolcheviks s'est retrouvée dans la collection d'un particulier aux États-Unis, d'où elle est passée dans la collection du violoncelliste Mstislav Rostropovitch et de la chanteuse d'opéra Galina Vichnevskaïa. Ceux-ci ont constitué une collection pendant les trente années durant lesquelles ils ont été contraints de quitter l'URSS à partir de 1974,,.
En 2007, la collection Rostropovitch-Vichnevskaïa provenant de leurs appartements à Paris et à Londres a été vendue aux enchères chez Sotheby’s à Londres,. La vente aux enchères de plus de 450 œuvres a rapporté la somme de 13-20 millions de livres sterling le 18-19 septembre 2007,. Il est remarquable que l'estimation du tableau Bolcheviks a atteint 300-500 millier de Livres Sterling. La veille de la vente, l'oligarque russe Alicher Ousmanov a acheté l'ensemble de la collection groupée afin d'empêcher des ventes partielles et la restituer à la Russie. Cette démarche a été approuvée par Vichnevskaïa qui aurait pourtant pu récolter des sommes plus importantes en ventant chaque pièce aux enchères,,,,. La principale raison de la décision de Vichnevskaïa a été la transfert ultérieur à l'État russe, comme l'a assuré Ousmanov lui-même et le chef de l'Agence fédérale pour la culture Mikhaïl Chvydkoï,. Cependant le montant de la transaction n'a pas été divulgué de l'accord des parties et avec le consentement de la maison de vte aux enchères. Fin 2007 toute la collection de Rostropovitch-Vichnevskaïa était revenue en Russie, et au sein de celle-ci 22 tableaux de Répine, dont celui Bolchéviks. Se sont disputé le droit de présenter la collection, le Musée de l'Ermitage, le Musée russe et le Musée Pouchkine, mais la décision a été prise de présenter l'ensemble au Palais Constantin à Saint-Pétersbourg récemment restauré, qui a reçu ainis sa première exposition permanente. L'exposition a été inaugurée en 2008 par le premier ministre de Russie  Vladimir Poutine. Bolcheviks, comme tous les travaux de Répine est exposé dans une salle séparée du Palais Constantin, désormais sous le nom Palais des Congrès (n° d'inventaire : КД Ж 116). En 2017 et 2019 la toile a été exposée dans la  Nouvelle Galerie Tretiakov à la  Rue Krymski Val à Moscou — Nekto 1917 et Ilia Répine commémorent respectivement le 100e anniversaire de la révolution d'Octobre et les 175e anniversaire de la naissance de Répine,,.